# Massif de Kalamua
Le massif de Kalamua est partagé entre le Guipuscoa et la Biscaye dans les Montagnes basques.

## Sommets
- Kalamua, 770 m 43° 13′ 34″ nord, 2° 27′ 35″ ouest (entre le Guipuscoa et la Biscaye)
- Arrikurutz, 749 m 43° 12′ 56″ nord, 2° 28′ 03″ ouest (Guipuscoa)
- Garagoiti, 701 m 43° 13′ 10″ nord, 2° 27′ 53″ ouest (Guipuscoa)
- Olaburu, 683 m 43° 13′ 39″ nord, 2° 27′ 19″ ouest (entre le Guipuscoa et la Biscaye)
- Goikoneko gaña, 551 m 43° 14′ 01″ nord, 2° 26′ 54″ ouest (entre le Guipuscoa et la Biscaye)
- Morkaiko, 533 m 43° 13′ 47″ nord, 2° 26′ 23″ ouest (Guipuscoa)
- Moru, 458 m 43° 12′ 33″ nord, 2° 25′ 59″ ouest (Guipuscoa)